# 徳井優
徳井 優（とくい ゆう、本名；徳井 利次、1959年〈昭和34年〉9月28日 - ）は、日本の俳優。大阪府大阪市出身。身長158cm。ファザーズコーポレーション所属。
大阪府立守口高等学校卒業。
「引越しのサカイ」のCMキャラクターとしても長年起用された（後述）ことも有名で、関西圏から全国的な知名度を獲得した。

## 来歴・人物
中学2年のときに「俳優になろう」と決意し、高校卒業後、1978年に東映京都俳優養成所に入所。
1979年、『日本の黒幕』にて立原 繁人の芸名で映画デビュー。
1987年に徳井 優に改名。
当初からエキストラ的な仕事が多かったが、1989年の「引越しのサカイ」のCMキャラクターとして起用され、ブレイク（2005年まで自身が出演する新作が製作され続け、全国でオンエア）。当初は「コテコテの関西人」というイメージが好きではなかったが、CMのブレイクにより「生まれ育った地、関西人のキャラクターを受け入れ、前面に出せるようになった」とも語っている。関西圏でCMの知名度が非常に高かったため、結果、端役ながらも全国区への出演機会を得ることに成功し、出演実績を重ねる。
周防正行、井筒和幸、堤幸彦作品に多く起用されている。

## 出演

### テレビドラマ

#### NHK
- 連続テレビ小説
  - 天うらら（1998年） - 木村伸男 役
  - 純情きらり（2006年） - 野木山与一 役
  - ちりとてちん（2008年） - あわれの田中 役
  - ゲゲゲの女房（2010年） - 亀田達吉 役
  - 梅ちゃん先生（2012年） - 軍需工場の監督官
  - ごちそうさん（2013年 - 2014年） - 大村宋介 役
  - エール（2020年） - 早稲田大学 事務局長 役
  - カムカムエヴリバディ
    - 第7話・第41話（2021年11月9日・12月27日） - こわもての田中 役
    - 第66話（2022年2月3日） - アフロの田中 役
    - 最終話（2022年4月8日） - 夫の田中 役
- 大河ドラマ
  - 徳川慶喜（1998年） - 大砲隊々長 役
  - 利家とまつ〜加賀百万石物語〜（2002年） - くじら屋権太 役
  - 義経（2005年） - 堀親家 役
  - 功名が辻（2006年） - 田中孫作 役
  - 篤姫 第25回・第28回（2008年6月22日・7月13日） - 伊東玄朴 役[7][8]
  - 平清盛（2012年） - 茂貞 役（常盤御前の父）
  - 西郷どん（2018年） - 山田為久 役
  - 青天を衝け（2021年） - 折田要蔵 役[9]
  - 光る君へ 第22回 - 第25回（2024年6月2日 - 23日） - 大野国勝 役[10]
  - べらぼう〜蔦重栄華乃夢噺〜 第6回 -（2025年2月9日 - ） - 藤八 役[11]
- 寺子屋ゆめ指南（1997年） - 辰三 役
- 新・腕におぼえあり〜よろずや平四郎活人剣〜 第19回「夫婦」（1999年2月5日） - 手島屋彦六 役
- 柳橋慕情（2000年） - 松助 役
- ロッカーのハナコさん（2002年8月26日 - 10月3日） - 生田目主税 役
  - 帰ってきたロッカーのハナコさん（2003年10月6日 - 11月6日）
- 御宿かわせみ（2003年） - 番頭・吉兵衛 役
- ブルーもしくはブルー（2003年）
- ミニモニ。でブレーメンの音楽隊（2004年） - 太鼓持・釜吉 役
- オーダーメイド〜幸せ色の紳士服店〜（2004年） - 茂田満 役
- ハルとナツ 届かなかった手紙 - 栗田彦次 役
  - 第1話「姉妹」（2005年10月2日）
  - 第2話「北と南の大地に別れて」（2005年10月3日）
  - 第3話「流転の青春」（2005年10月4日）
- ハゲタカ 最終話「新しきバイアウト」（2007年3月24日） - 牛島誠二 役
- 陽炎の辻〜居眠り磐音 江戸双紙〜（2007年） - 権造 役
- 鞍馬天狗（2008年1月17日 - 3月6日） - 黒姫の吉兵衛 役
- 乙女のパンチ（2008年） - 梅澤公章 役
- 坂の上の雲（2009年） - 園田巡査 役
- 新選組血風録（NHK BSプレミアム） - 吉兵衛 役
  - 第1回「快刀虎徹」（2011年4月3日）
  - 第2回「覚悟の隊服」（2011年4月10日）
  - 第4回「長州の間者」（2011年4月24日）
  - 第5回「池田屋異聞」（2011年5月1日）
  - 第7回「胡沙笛を吹く武士」（2011年5月15日）
  - 第9回「謀略の嵐」（2011年5月29日）
- 胡桃の部屋（2011年7月26日 - 8月30日） - 大沢亮司 役
- とんび（2012年1月7日・14日） - 萩本課長 役
- 薄桜記（2012年7月13日 - 9月21日、NHK BSプレミアム） - 後藤七左衛門 役
- 極北ラプソディ（2013年3月19日・20日） - 田所豊作 役
- 天使とジャンプ（2013年12月23日・24日） - 雄三 役
- 珈琲屋の人々（NHK BSプレミアム） - 笹木健治 役
  - 第1回「人生を変える一杯」（2014年4月6日）
  - 第2回「ひとりじゃない」（2014年4月13日）
- ボーダーライン（2014年10月4日 - 11月1日） - 伊藤潤一 役
- ぼんくら 第3話「やってきた迷い子」（2014年10月30日） - 善治郎 役
- ちゃんぽん食べたか（2015年） - 村尾長治 役
- ちかえもん（2016年1月14日 - 3月3日） - 喜助 役
- 未解決事件 File 05「ロッキード事件」（2016年） - 安保憲次 役
- 立花登青春手控え 第7回「落葉降る」（2016年6月24日） - 平助 役
- 忠臣蔵の恋〜四十八人目の忠臣〜（2016年9月24日 - 2017年2月25日） - 原惣右衛門 役
- 幕末グルメ ブシメシ!（NHK BSプレミアム） - 菊池庄兵衛 役
  - 幕末グルメ ブシメシ!（2017年1月10日 - 2月28日）
  - 幕末グルメ ブシメシ!2（2018年1月10日 - 2月21日） - お徳 役（二役）
- 不惑のスクラム（2018年9月1日 - 10月13日） - 緒方真一郎 役[5]
  - 不惑のスクラム スペシャル（2019年9月16日）
- デジタル・タトゥー 第2回「セカンドチャンス」（2019年5月25日） - 神田校長 役
- ベビーシッター・ギン!（2019年） - 宇佐美権助 役
- ハムラアキラ〜世界で最も不運な探偵〜 第3回「わたしの調査に手加減はない」（2020年2月7日） - ミワ 役
- リバイバルドラマ「居酒屋兆治」（2020年3月28日、NHK BSプレミアム） - 秋本 役
- タリオ 復讐代行の2人 最終話「父は正義か悪なのか? 最後の復讐」（2020年11月20日） - 柴崎社長 役
- 閻魔堂沙羅の推理奇譚 - 川澄吾郎 役
  - 第7回「殺人犯の娘…時を超え絡みつく母の業」（2020年12月12日）
  - 最終回「最後のゲーム 己の過去と娘の未来を賭けた勝負に沙羅は」（2020年12月19日）
- 小吉の女房2 第2回「小吉、腹を切る?」（2021年4月9日、NHK BSプレミアム） - 宇市 役
- 家出娘（2022年3月22日）- 湯浅義雄 役
- 君の足音に恋をした（2022年3月23日、NHK BSプレミアム） - 高瀬徹 役[12]
- 善人長屋（2022年7月8日 - 8月26日、NHK BSプレミアム・BS4K） - 菊松 役[13][14]
- あなたのブツが、ここに（2022年8月22日 - 9月29日） - 種田 役[15]

#### 日本テレビ
- グッドラック（1996年） - 鬼頭清十郎 役
- 金田一少年の事件簿（1996年） - 小宮山吾郎 役
- ぼくらの勇気 未満都市 第5章「ヤマト 外へ」（1997年11月15日）[16]
- レッツ・ゴー!永田町（2001年） - 鈴本眠男 役
- 明日があるさ（2001年）
- リモート 第6話「ボディーガード・封印された悲しい想い出と心の傷」（2002年11月16日） - 海原満夫 役
- 貧乏男子 ボンビーメン 第4話「ボンビーメンひと目惚れ!」（2008年2月5日）
- 正義の味方（2008年7月9日 - 9月10日） - 野上公一郎 役
- ヒットメーカー 阿久悠物語（2008年8月1日） - 予選挑戦者117番 役
- たぶらかし-代行女優業・マキ- 第11話「遺産相続バトル」（2012年6月14日、読売テレビ） - 郷田裕造 役
- ドS刑事 第2話「連続放火殺人! だけど合コンに潜入しなさい!? 爆走ポリス・コメディ!」（2015年4月18日） - 関東御子柴会 会長
- ドクターカー 第5話「有名教授vs天童一花 拍動の謎は解けるのか!? 子供に夢託す父を救え」（2016年5月12日、読売テレビ） - 小峰康隆 役
- 人生が楽しくなる幸せの法則（2019年1月10日 - 3月14日） - 吾妻博和 役
- あなたの番です（2019年4月14日 - 9月8日） - 赤池吾朗 役
  - 劇場版公開記念!「あなたの番です」完全新撮スペシャル!（2021年12月10日）
- 潜入兄妹 特殊詐欺特命捜査官（2024年10月5日 - 12月14日） - 岩木泰造 役[17]
- 火曜サスペンス劇場
  - 救急指定病院
    - 救急指定病院3（1995年4月25日） - 喫茶店マスター 役
    - 救急指定病院6（1996年9月17日） - 葛西事務員 役

  - 京都警備士日誌（1997年8月26日） - 富田常雄 役
  - 夜間中学（1998年1月20日） - 杉山刑事 役
  - 冬の駅（1999年3月2日） - 石井 役
  - 窓辺の女（2001年1月30日） - 田沢圭介 役
  - 妻殺し（2001年11月27日） - ホテルフロント 役
  - 地方記者・立花陽介18「津軽弘前通信局」（2002年4月23日） - 中田 役
  - 警部補 佃次郎15「結婚しない女」（2002年7月2日） - 香山英男 役
  - 京都金沢浦島太郎殺人事件（2003年5月13日） - 井川和也 役
- DRAMA COMPLEX
  - 伝説の秋田犬 ハチ（2006年1月10日） - 菊さん 役
- 火曜ドラマゴールド
  - 潜入刑事 らんぼう2（2007年2月6日） - 宮城雄一 役
  - 坊ちゃん先生（2007年2月20日）

#### TBS
- 結婚しようよ（1996年） - 金沢文丈 役
- 理想の結婚（1997年）
- ドラマ30
  - 失業白書（1997年、中部日本放送制作） - 三谷三郎 役
- ケイゾク（1999年1月8日 - 3月19日） - 近藤昭男 役
- QUIZ（2000年） - 石原滋郎 役
- ママまっしぐら!（2000年 - 2002年） - 江木正一 役
- Love Story（2001年）
- ケータイ刑事 銭形泪（2004年） - 菅九郎 役
- 女子大生会計士の事件簿（2008年） - 毛利隆平 役
- ハンチョウ〜神南署安積班〜（2009年） - 岩城康作 役
- 赤かぶ検事京都篇 第7話「不遜なアリバイ」（2010年2月24日） - 浪江要一郎 役
- SPEC〜警視庁公安部公安第五課 未詳事件特別対策係事件簿〜シリーズ - 近藤昭男 役
  - SPEC〜警視庁公安部公安第五課 未詳事件特別対策係事件簿〜（2010年）
  - SPEC〜翔〜（2012年）
  - SPEC〜零〜（2013年）
- 闇金ウシジマくん（2010年） - 大原信一 役
- トイレの神様（2011年） - 澤田義男 役
- ランナウェイ〜愛する君のために（2011年） - 中島刑事 役
- 深夜食堂（2011年） - 鉾田 役
- ハイスクール歌劇団☆男組（2012年10月6日、中部日本放送） - 森川俊之 役
- 天魔さんがゆく 第7話「霊の棲むトンネル」（2013年9月2日） - 横山 役
- 神の舌を持つ男 第二話「間欠泉は見た！親子の愛は語らず語り」（2016年7月15日） - 津村重吉 役
- クロサギ 第7話「巨大銀行を騙せ! パパ亡き家族の大勝負」（2022年12月2日） - 飯田 役
- 月曜ドラマスペシャル→月曜ミステリー劇場→月曜ゴールデン→月曜名作劇場
  - テキ屋の信ちゃん4「青春旅立ち編」（1994年9月26日）
  - あの声は悪魔の囁き（1995年8月28日）
  - 占い探偵 舞子・寛斎の開運事件簿（1999年11月25日） - 伊藤刑事 役
  - 実演販売人・轟安二郎（2000年6月5日） - 犬山清吉 役
  - 血痕1 警科研・湯川愛子の鑑定ファイル（2004年8月30日） - 遠藤由起夫 役
  - 早乙女千春の添乗報告書17（2005年10月17日） - 巻田警部 役
  - 税務調査官・窓際太郎の事件簿14（2006年8月21日） - 池上 役
  - 湯けむりバスツアー 桜庭さやかの事件簿1（2009年4月27日） - 深沢武史 役
  - 量刑（2009年） - 中進一郎 役
  - 美食カメラマン 星井裕の事件簿3「京都嵐山 桜紋様の殺人」（2012年6月25日） - 不動明夫 役
  - 女医・早乙女美砂「ガラスの階段」（2013年2月4日） - 田上収 役
  - 世直し公務員ザ・公証人11（2014年4月14日） - 篠田隆 役
  - 新・十津川警部シリーズ2「伊香保温泉殺人事件」（2017年4月3日） - 平田警部 役

#### フジテレビ
- 世にも奇妙な物語
  - 19XX
- 怪談 KWAIDAN III 牡丹燈籠（1994年） - お露の屋敷の使用人
- ナニワ金融道2（1996年10月8日） - 水田信夫 役
- 御家人斬九郎 第2シリーズ 第5話「雲隠れ」（1997年） - 牧野庄兵衛 役
- 3番テーブルの客（1997年）
- ショムニ（1998年） - 経理課長 役
- 剣客商売
  - 第1シリーズ 第8話「嘘の皮」（1998年12月2日） - 利助 役
  - 第2シリーズ 第8話「悪い虫」（2000年2月23日） - 又六 役
- 学校の怪談（1999年）
- ビッグマネー!〜浮世の沙汰は株しだい〜（2002年） - 君島しんご 役
- ウエディングプランナー SWEETデリバリー（2002年） - 安田マネージャー 役
- オカンは宇宙を支配する
- 美女か野獣 STORY 3「二人きりの夜」（2003年1月23日） - 現場監督 役
- WATER BOYS（2003年） - 「ともしび」のチィママ 役
- 人間の証明（2004年） - 棟居弘一良の父 役
- 救命病棟24時 第3シリーズ - 北村一夫 役
  - 第1話「人が人を救うという事」（2005年1月11日）
  - 第2話「ひとりでも多くの命を！」（2005年1月18日）
  - 第3話「ヘリが運んだ夫婦の愛！」（2005年1月25日）
  - 第4話「あなたを探しにいきたい」（2005年2月1日）
  - 第5話「初めて分かった父の想い」（2005年2月8日）
  - 第6話「愛する人を失うという事」（2005年2月15日）
  - 第8話「神の手はあきらめない！」（2005年3月1日）
- 女の一代記　瀬戸内寂聴～出家とは生きながら死ぬこと～（2005年）
- 女王蜂（2006年） - 今井支配人 役
- 鬼平犯科帳スペシャル 兇賊（2006年） - 野尻の虎三 役
- ブスの瞳に恋してる（2006年） - 森本
- 佐賀のがばいばあちゃん（2007年）
- 山おんな壁おんな（2007年7月5日 - 9月20日） - 原田健次 役
- モンスターペアレント 最終話「史上最強の怪物親」（2008年9月9日、関西テレビ） - 一瀬助役 役
- 謎解きはディナーのあとで（2011年） - 河原健作 役
- 37歳で医者になった僕〜研修医純情物語〜（2012年） - 桑原拓真 役
- リーガル・ハイ（2012年） - 山田 役
- 結婚しない - 警察官 役
  - 第1話「結婚は当然!? 義務!? できないVSしない女!! 未婚女の恋と結婚!?」（2012年10月11日）
  - 最終話「最後の選択と決断!! 私達が出した答え!!」（2012年12月20日）
- PRICELESS〜あるわけねぇだろ、んなもん!〜（2012年） - トクイチ 役
- 白衣のなみだ（2013年） - 小沼義男 役
- ギークス〜警察署の変人たち〜（2024年7月4日 - 9月19日） - 御手洗智 役[18][19]
- 問題物件[20]
  - 第2話「ポルターガイストが起こる部屋」（2025年1月22日） - 熱海光吉 役
  - 第8話「神隠しの部屋」（2025年3月5日） - 足利奈良蔵 役
  - 最終話「終の部屋」（2025年3月26日） - 我孫子栄介 役
- 金曜エンタテイメント
  - 恐妻家探偵の事件帖
  - てなもんや駅長奮闘記
  - 音の犯罪捜査官・響奈津子5（2002年6月21日） - 原島幸男 役
  - ニュースキャスター沢木麻沙子5「京都・別府殺人事件」（2002年11月15日） - 真鍋 役
  - おばさんデカ 桜乙女の事件帖11（2002年12月27日） - 巡査 役
  - 坊ちゃん教授の事件簿3「岩手花巻・銀河牧場殺人事件」（2003年10月24日） - 桜木聡太郎 役
  - 所轄刑事（2004年 - ） - 富井一郎 役
  - 山村美紗サスペンス 雨月物語殺人事件（2004年9月3日） - 安藤刑事 役
  - 園長先生は名探偵
- 金曜プレステージ
  - 浅見光彦シリーズ28「耳なし芳一からの手紙」（2008年1月11日） - 高山隆信 役
  - 屋台弁護士III（2009年9月11日） - 宮沢雅義 役
  - 刑事・鳴沢了2「偽りの聖母」（2011年5月20日） - 平沼正志 役
- 赤と黒のゲキジョー
  - 前科ありの女たち（2014年11月28日） - 柿沼 役
- 金曜プレミアム
  - 新・奇跡の動物園 旭山動物園物語2015〜命のバトン〜（2015年4月10日）

#### テレビ朝日
- 金魚のフン（1996年） - 謎のおじさん（紙芝居） 役
- イタズラなKiss（1996年） - 入江柾 役
- いとしの未来ちゃん（1997年）
- 田村正和スペシャル・眠狂四郎IV 雪の夜に私を殺して! 狂四郎を愛し続けた女（1998年12月28日） - 瓦版屋 役
- 京都始末屋事件ファイル（1999年）
- ベストフレンド（1999年） - 若林英一 役
- プリズンホテル（1999年）
- 月下の棋士（2000年）
- はぐれ刑事純情派 第14シリーズ 第9話「オマケの男を愛した女！犯人は有名人!?」（2001年5月30日） - 長谷川誠 役
- オヤジ探偵 第3話「路地裏の殺人!! 鴨川の夜に謎」（2001年8月2日） - 池部光太郎 役
- TRICK2（2002年） - 亀岡善三 役
- はみだし刑事情熱系 PART7 第4話「声にならない友情！逆狙撃…俺が標的だ」（2003年1月29日） - 東健一 役
- OL銭道（2003年） - チャーリー・山中林 役
- 安楽椅子探偵と笛吹家の一族（2003年） - 鐘田演彦 役
- 相棒
  - season3 第8話「誘拐協奏曲」（2004年12月15日） - 野呂啓介 役
  - season6 第17話「新・Wの悲喜劇」（2008年3月5日） - 白鳥晋三 役
  - season16 最終話「容疑者六人〜アンユージュアル・サスペクツ」（2018年3月14日） - 黒澤平八郎 役
- 新・科捜研の女 第7話「時効直前！妻が見たDNA銃弾の謎！」（2004年5月27日） - 吉沢明夫 役
- 刑事部屋〜六本木おかしな捜査班〜（2005年） - 和久井敏夫 役
- 桜2号（2006年） - 朝見小鉄 役
- 帰ってきた時効警察 第五話「幽霊を見ても決して目をそらしてはいけないのだ」（2007年5月11日） - 小野田監督 役
- めぞん一刻（2007年）
- 未来講師めぐる 第7話「恋するエロビデオ」（2008年2月22日） - そば屋の店主
- パズル Final Piece「最後の謎 海賊の秘宝と暗号!」（2008年6月20日、朝日放送共同制作） - 石堂武彦 役
- 忠臣蔵 音無しの剣（2008年12月14日）
- 警官の血（2009年） - 工藤春夫 役
- 必殺仕事人2009（2009年） - 佐平 役
- 犬を飼うということ〜スカイと我が家の180日〜（2011年）
- ボーイズ・オン・ザ・ラン（2012年7月6日 - 9月7日） - 田西一雄 役
- 遺留捜査
  - 第2シーズン 第5話「フクロウが見た!? 復讐の銃弾が刑事を狙う!!」（2012年8月16日） - 山崎和夫 役
  - 第7シーズン 第8話「天才ボクサーの挫折…〈糸〉が変えた運命!?」（2022年9月1日） - 楠見武 役
- 京都人情捜査ファイル 第4話「悪夢のウェディング花嫁狙うストーカーとベールの下の別の顔」（2015年5月21日） - 直江裕二 役
- ドクターY〜外科医・加地秀樹〜（2017年） - 京極冬彦 役
- 刑事ゼロ 第1話「古都1000年の復讐トリック!? 源氏物語が結ぶ5つの殺人の点と線」（2019年1月10日） - 里中荘六 役
- 警視庁・捜査一課長 2020 第3話「3割引シール殺人!? 絶対怒らないクレーム処理女の謎」（2020年4月23日） - 釜原巧 役
- 特捜9 season7 第1話「バベルの塔」（2024年4月3日） - 平西淳 役[21]
- 土曜ワイド劇場→土曜プライム・土曜ワイド劇場
  - 江戸ッ子探偵殺人案内（1997年 - 1999年） - 永楽亭チョン菊 役
  - 女調査員・おでん屋“ぽんた”探偵局2（1998年8月15日） - 王サン 役
  - 京都B級グルメ殺人シリーズ
    - 京都B級グルメ殺人マップ（1999年3月6日） - 野呂四郎 役
    - 京都B級グルメ殺人メニュー!（2001年6月16日） - 竹田信三 役

  - ドクVSデカ〜心療内科医&殺人課刑事の捜査ファイル - 吉本鑑識官 役
    - ドクVSデカ1〜心療内科医&殺人課刑事の捜査ファイル（2002年12月14日）
    - ドクVSデカ2〜心療内科医&殺人課刑事の捜査ファイル（2004年9月4日）

  - 女変装捜査官1（2004年7月31日） - 吉見武彦 役
  - 棟居刑事の捜査ファイル ガラスの恋人（2005年1月29日） - 石井正也 役
  - ハラハラ刑事2（2005年11月19日） - 川上義明 役
  - 刑事殺し1（2007年5月19日） - 鈴木社長 役
  - 終着駅シリーズ - 山路刑事 役
    - 終着駅シリーズ22「殺人同盟」（2009年3月14日）
    - 終着駅シリーズ23「死差路」（2009年10月10日）
    - 終着駅シリーズ24「終着駅」（2010年7月31日）
    - 終着駅シリーズ25「途中下車する女」（2011年9月24日）
    - 終着駅シリーズ26「殺意の奔流」（2012年10月27日）
    - 終着駅シリーズ27「悪の魂」（2013年9月28日）
    - 終着駅シリーズ28「残酷な視界」（2014年6月28日）
    - 終着駅シリーズ29「善意の傘」（2015年9月26日）
    - 終着駅シリーズ30「殺人の債権」（2016年6月25日）
    - 終着駅シリーズ31「殺人の花客」（2017年7月16日）
    - 終着駅シリーズ32「殺意を運ぶ鞄」（2018年4月22日）
    - 終着駅シリーズ33「ガラスの密室」（2018年6月24日）
    - 終着駅シリーズ34「荒野の証明」（2019年1月27日）
    - 終着駅シリーズ35「鬼子母の末裔」（2019年11月3日）
    - 終着駅シリーズ36「雪の螢」（2020年1月9日）
    - 終着駅シリーズ37「停年のない殺意」（2021年4月1日）
    - 終着駅シリーズ ファイナル「十月のチューリップ」（2022年12月22日）

  - 温泉 (秘) 大作戦
    - 温泉 (秘) 大作戦9（2010年3月27日） - 阿久沢吾郎 役
    - 温泉 (秘) 大作戦15（2015年3月28日） - 板倉正吉 役

  - さすらいの女弁護士 山岸晶（2010年7月24日） - 神谷警部 役
  - ヤメ検の女3（2012年7月21日） - 牛寺恒夫 役
  - タクシードライバーの推理日誌 - 小林係長 役
    - タクシードライバーの推理日誌31（2012年12月8日）
    - タクシードライバーの推理日誌33（2013年10月12日）
    - タクシードライバーの推理日誌34（2013年12月7日）
    - タクシードライバーの推理日誌35（2014年10月11日）
    - タクシードライバーの推理日誌36（2014年12月13日）
    - タクシードライバーの推理日誌37（2015年3月7日）
    - タクシードライバーの推理日誌38（2015年8月29日）
    - タクシードライバーの推理日誌39（2016年3月26日）

  - スペシャリスト - 大宮敏郎 役
    - スペシャリスト1（2013年5月18日）
    - スペシャリスト2（2014年3月8日）
    - スペシャリスト3（2015年2月28日）
    - スペシャリスト4（2015年12月12日） - 回想

  - デパート仕掛け人!天王寺珠美の殺人推理7（2014年5月17日） - 上杉孝司 役
- 日曜プライム
  - 家栽の人 - 林田幸之助 役
    - 家栽の人1（2020年5月17日）
    - 家栽の人2（2021年9月29日）

#### テレビ東京
- 飛んで火に入る春の嫁（1998年） - 三遊亭梅楽 役
- 牙狼-GARO-（2006年） - 加藤浩一 役
- 李香蘭（2007年） - マキノ光雄 役
- 青春カムバック!? メタボリック☆ばんど （2008年） - 矢部憲治 役
- 柳生武芸帳（2010年1月2日） - 賀源太 役
- 経済ドキュメンタリードラマ ルビコンの決断（2010年）
- 宇宙犬作戦（2010年） - モーガン首相 役
- 好好!キョンシーガール〜東京電視台戦記〜（2012年） - 川端マネージャー 役
- 孤独のグルメ Season4 第5話（2014年8月6日） - 山下 役
- 玉川区役所 OF THE DEAD（2014年） - 長谷川 役
- ウルトラマンX（2015年） - 須田大和 役
- 警視庁ゼロ係〜生活安全課なんでも相談室〜 FIRST SEASON - 佐藤圭作 役
  - 第6話「12人の人質を狙う爆弾魔! 止められないメリーゴーランド?」（2016年2月19日）
  - 最終話「さらば冬彦! 7年間封印された巨悪の陰謀Ｘレポートを暴け!」（2016年2月26日）
- 極道めし（2018年7月14日 - 9月22日、BSジャパン） - 八戸伍三郎 役
- 記憶捜査〜新宿東署事件ファイル〜 第3話「黒幕は"専業主婦"復讐殺人&特殊サギ!! 逃走時間3分の謎!?」（2019年2月1日） - 武藤啓二 役
- 駐在刑事 Season2（2020年1月24日 - 3月6日） - 穴水虎夫 役
  - 駐在刑事 スペシャル 2023（2023年9月25日）[22]
- ジャンヌの裁き 第1話「クジでヒーローに選ばれました!」（2024年1月12日） - 矢島勝利 役[23]
- 絶メシロード 開幕篇（2025年3月7日） - 「幸楽」店主 役
- 女と愛とミステリー→水曜ミステリー9〈第1期〉→水曜シアター9→水曜ミステリー9〈第2期〉
  - 刑法第三十九条 FLASH BACK（2001年2月7日） - 塚本竜也 役
  - 和泉教授夫妻シリーズ2「湯布院殺人事件」（2002年10月30日） - 竹西秀二 役
  - 警視正・日丸教授の事件ノート よそ者（2003年9月14日） - 風間昭二 役
  - パートタイム探偵2（2004年2月25日） - 山際和雄 役
  - 密会の宿4「京都・箱根・鎌倉不倫カップル連続失踪殺人事件」（2005年8月10日） - 田中一郎 / 宮下学 役
  - 捜査検事・近松茂道6「拳銃魔」（2006年3月5日） - 久保康男 役
  - 銀座高級クラブママ青山みゆき - 六兵 役
    - 銀座高級クラブママ青山みゆき2「ナニワクラブママ女帝バトル殺人事件」（2007年3月7日）
    - 銀座高級クラブママ青山みゆき3「赤いバラの殺人予告」（2008年7月23日）

  - 刑事吉永誠一 涙の事件簿6「五億円の黒い白髪」（2007年8月22日） - 葛西喜一郎 役
  - 篝警部補の事件簿4「古都鎌倉・奇跡の石殺人水脈」（2008年4月16日） - 羽根山警部 役
  - 女かけこみ寺 刑事・大石水穂2（2009年7月15日） - 赤住大輔 役
  - 鉄道警察官・清村公三郎9「特急ゆふいんの森号九州大分殺人ルート」（2012年11月7日） - 大橋哲夫 役
  - ハガネの警察医1（2015年4月22日） - 尾形充 役
  - 邪魔〜主婦が堕ちた破滅の道（2015年9月2日） - 佐伯実 役

#### WOWOW
- なぜ君は絶望と闘えたのか（2010年） - 中野公三 役
- エンドロール〜伝説の父〜（2012年） - 沖田会長 役
- ヒトリシズカ（2012年） - 吉住係長 役
- ソドムの林檎〜ロトを殺した娘たち（2013年） - 野口順平 役
- ゴールデンカムイ -北海道刺青囚人争奪編-（2024年） - 熊岸長庵 役[24]

#### その他の局
- もひかん家の家族会ぎ（2017年、テレビ神奈川 他） - ばあば 役
- 愛人転生 -サレ妻は死んだ後に復讐する- 第1話（2024年9月6日、毎日放送） - 聡 役[25]

### 映画
- 日本の黒幕（1979年）
- Mishima: A Life In Four Chapters（1985年）
- ファンシイダンス（1989年） - 良好 役
- 南の島に雪が降る（1995年） - 青戸兵長 役
- Shall we ダンス?（1996年） - 服部藤吉 役
- That's カンニング! 史上最大の作戦?（1996年） - 小峰助手 役
- ロード（1996年） - 美容院店長
- 岸和田少年愚連隊（1996年） - 小鉄の父 役
- ひみつの花園（1997年） - 椿銀行支店長 役
- がんばっていきまっしょい（1998年） - 渡し船の操縦士
- 時雨の記（1998年） - 魚屋
- かわいいひと 「EPISODE III」（1998年） ※ビデオ題「ポッキー坂恋物語 かわいいひと」
- ガメラ3 邪神覚醒（1999年） - 駐在
- 共犯者（1999年） - 靴屋の店員
- お受験（1999年） - 庄場晴之 役
- 秘密（1999年） - 木島
- ケイゾク/映画 Beautiful Dreamer（2000年） - 近藤昭男
- しあわせ家族計画（2000年） - 山形繁男
- ウォーターボーイズ（2001年） - チィママ
- ゴジラ・モスラ・キングギドラ 大怪獣総攻撃（2001年） - 報道ヘリのディレクター[4]
- 完全なる飼育（2001年） - 不動産業者
- パコダテ人（2002年） - 日野まもる
- 仄暗い水の底から（2002年） - 太田
- ドッジGO!GO!（2002年） - 応援団長
- 仔犬ダンの物語（2002年） - トラックの運転手
- 恋に唄えば♪（2002年）
- 17才（2002年） - 店チョー
- ゲロッパ!（2003年） - 名鉄駅員
- ランドセルゆれて（2003年） - 佐々木幹夫 役
- 福耳（2003年）
- 壬生義士伝（2003年） - 門番・定吉 役
- ゼブラーマン（2004年） - 放火魔
- ドラッグストア・ガール（2004年） - ジェロニモ
- 機関車先生（2004年）
- スウィングガールズ（2004年） - カラオケボックスの店員
- 草の乱（2004年） - 写真屋
- 春の雪（2005年） - 奈良の宿人
- タッチ（2005年） - 岡本先生 役
- 妖怪大戦争（2005年） - 駐在所の警官
- シムソンズ（2006年） - 小野昌和 役
- 大奥（2006年） - 弁当屋
- 夜のピクニック（2006年） - バナナ売りのおじさん
- おばちゃんチップス（2006年）
- バルトの楽園（2006年） - 広瀬町長 役
- それでもボクはやってない（2007年） - 西村青児 役
- 大帝の剣（2007年） - 前田利常 役
- 憑神（2007年）
- マリと子犬の物語（2007年） - 竹村真治 役
- 恋する彼女、西へ。（2008年） - 渡辺
- 隠し砦の三悪人 THE LAST PRINCESS（2008年）
- 20世紀少年(第1章「終わりの始まり」)（2008年） - コンビニの本部教育員
- 受験のシンデレラ（2008年） - スーパーマーケット店長 役
- あの空をおぼえてる（2008年） - 倉本繁夫 役
- イキガミ（2008年） - 神波
- 罪とか罰とか（2009年） - コンビニ店長
- 私は猫ストーカー（2009年）
- のんちゃんのり弁（2009年）
- 恋極星（2009年）
- エッチを狙え! イヌネコ。（2009年）
- 銀色の雨（2009年）
- なくもんか（2009年） - 薬局のおじさん
- 食堂かたつむり（2010年） - 雅子さん 役
- 孤高のメス（2010年）
- 瞬 またたき（2010年） - 下平巡査　役
- ゲゲゲの女房（2010年） - ぬらりひょん 役
- 八日目の蝉（2011年） - タクシー運転手
- 吉祥寺の朝日奈くん（2011年） - 飲み屋の客
- RAILWAYS 愛を伝えられない大人たちへ（2011年） - 河野啓司 役
- ロボジー（2012年）
- 富士見二丁目交響楽団シリーズ 寒冷前線コンダクター（2012年） - 石田国光 役
- 天地明察（2012年） - 弥吉 役
- 種まく旅人〜みのりの茶〜（2012年）
- 終の信託（2012年） - 守衛
- 黄金を抱いて翔べ（2012年11月3日）
- 旅の贈りもの 明日へ（2012年10月27日）
- 乙女のレシピ（2013年9月21日） - 校長
- 桜姫（2013年） - 宅悦
- 探偵はBARにいる2 ススキノ大交差点（2013年5月11日） - モツ
- 「また、必ず会おう」と誰もが言った。（2013年） - 警官・太田 役
- 楽隊のうさぎ（2013年12月14日、太秦 / シネマ・シンジケート）
- 舞妓はレディ（2014年9月13日）
- バンクーバーの朝日（2014年） - 前原勝男（写真館店主） 役
- 無花果の森（2014年6月14日）
- 娚の一生（2015年2月14日） - 民夫
- 龍三と七人の子分たち（2015年4月25日）
- 海難1890（2015年12月5日） - 平次 役
- アイアムアヒーロー（2016年4月23日） - アベサン
- サバイバルファミリー（2017年2月11日）
- きばいやんせ!私（2019年、アイエス・フィールド）
- かぐや様は告らせたい〜天才たちの恋愛頭脳戦〜（2019年） - 校長先生 役
  - かぐや様は告らせたい〜天才たちの恋愛頭脳戦〜ファイナル（2021年8月20日）
- カツベン!（2019年） - 定夫 役
- アンダードッグ（2020年、東映ビデオ）[26]
- あなたの番です 劇場版（2021年） - 赤池吾朗 役[27]
- 嘘喰い（2022年2月11日）[28]
- 世の中にたえて桜のなかりせば（2022年）
- ハケンアニメ!（2022年5月） - 前山田 役[29]
- 海岸通りのネコミミ探偵（2022年12月2日）
- シャイロックの子供たち（2023年2月17日、松竹） - 枝幸秀夫 役
- 高野豆腐店の春（2023年8月18日） -  金森繁 役[30]
- アントニオ猪木をさがして（2023年10月6日）
- ゆとりですがなにか インターナショナル（2023年10月13日）

### 舞台
- 自転車キンクリート
  - MIDNIGHT UPRIGHT 〜うしみつ時のピアノ〜（1986年）
  - SINDBAD HI-NOON シンドバッド・ハイヌーン（1987年）
  - シャンデリア・トラブル 苦い夕立とさかさま双六（1987年）
  - りんご畑のマーティン・ピピン（1987年）
  - りんご畑のマーティン・ピピンその2（1988年）
  - ほどける呼吸（1988年）
  - MIDNIGHT UPRIGHT 〜うしみつ時のピアノ〜（1988年）
  - 水に絵を描く（1989年）
  - ガールフレンド I sat a first trap on the main dish.（私は初めての罠をメインディッシュにのせた）（1989年）
  - しっぽを掴まれた夏（1990年）
  - ありがちなはなし 〜噂のジュリエット編〜（1991年）
- ペーパーカンパニープロデュース「一人二役」（1990年）
- 自転車キンクリーツカンパニープロデュース
  - トランクス（1992年）
  - ソープオペラ（1992年）
  - ピロートーク（1993年）
  - トランクス（1994年）
- Cカンパニープロデュース公演
  - DUMMY（1993年）
  - エンジェル・アイズ〜てなもんや西部劇（1994年）
- 大人計画プロデュース公演「嘘は罪 〜もてない奴らが来る前に〜」（1994年）
- 遊園地再生事業団#5「ヒネミ」（1995年）
- 日本総合悲劇協会「ドライブイン カリフォルニア」（1996年）
- レ・ミゼラブル（2000年 - 2001年、2005年、2007年）
- タ・マニネ第3回公演「ワニを素手でつかまえる方法」（2004年）
- 「シー・ラヴズ・ミー」（2009年 - 2010年）
- アル☆カンパニー公演「父よ！」（2013年）
- シアタークリエ「夫が多すぎて」（2014年）
- 南座・新橋演舞場「有頂天旅館」（2015年）
- アル☆カンパニー公演「父よ！」再演（2015年）
- 大阪松竹座「七変化 鼠小僧捕物帳」（2016年）
- 博多座「梅と桜と木瓜の花」（2016年）
- 「コメディ・トゥナイト!」（2017年）

### ラジオ
- 青春アドベンチャー（NHK-FM）
  - 「赤と黒（第二部）」（2004年6月28日 - 7月16日）
  - 「神去なあなあ日常」（2010年9月20日 - 10月1日） - 巌さん
  - 「神南の母の備忘録」（2010年12月20日 - 23日） - 神南の母　※主演
  - 「エイレーネーの瞳　シンドバッド23世の冒険」（2013年9月30日 - 10月11日）
  - 「あなたに似た自画像」（2016年10月17日 - 28日）
  - 「阪堺電車177号の追憶」（2020年4月6日 - 17日）- 177号（語り） ※主演
- FMシアター（NHK-FM）
  - 「眉山」（2005年7月9日）
  - 「石鎚山天狗と戯」（2009年7月11日）
  - 「マー子さん」（2013年11月2日）
  - 「雨傘の音色」（2014年3月22日）
  - 「眠れない女」（2017年10月21日） - 中澤
  - 「私は、スーパーキューピッド」（2020年11月7日）
  - 「ホットサンド」（2023年4月15日） - 芦田隆
- 特集オーディオドラマ
  - 「希望」（2013年1月20日、NHK-FM）
  - 「ニッポン・ローリング・デイズ ～浅草レビュー青春物語～」（2015年3月19日・20日、NHKラジオ第1）
  - 「昭和20年のベートーベン ～焼跡に響いた第九～」（2015年8月15日、NHK-FM）
- 「火花」（2016年） - スーパーの店員
- 伊集院光とらじおと （2018年11月21日、TBSラジオ） - ゲスト

### Webドラマ
- 三井不動産レジデンシャル製作WEBドラマ「タイムスリップ!堀部安兵衛」（2014年） - タクシー運転手 役
- SICK'S 恕乃抄 〜内閣情報調査室特務事項専従係事件簿〜 第伍話（2018年） - 近藤昭男 役
- SPECサーガ黎明篇 サトリの恋 〜リ〜の回（2018年） - 近藤昭男 役
- SICK'S 覇乃抄 〜内閣情報調査室特務事項専従係事件簿〜（2019年） - 近藤昭男 役
- 全裸監督（2019年8月全話配信、Netflix）5話
- エンジェルフライト 国際霊柩送還士（2023年） - 田ノ下貢 役[31]

### CM
- サカイ引越センター（1989年 - 2005年・2021年）[32]

※CMのブレイクにより、サカイ社の全面協力のもと、1996年正月のフジテレビ「オールスター爆笑ものまね紅白歌合戦!!」にダチョウ倶楽部のものまね終了後に本人出演。「♪勉強しまっせ引越しのサカイ」と歌った。なお、徳井は同社のCMで「仕事きっちり」というフレーズも生んでいる。2021年に再び起用され、22年ぶりに「仕事きっちり」という名フレーズを披露した。
- アース製薬「アースノーマット」（1993年） - 笑福亭鶴瓶と共演。
- 富士写真フイルム「ズームカルディア スプリーム」（1993年） - 観月ありさと共演。
- ディレクTV「一家クギづけ篇」(1999年) - 柄本明・内田春菊と共演[34]。
- 「COPD 啓発プロジェクト」（2013年）

### その他
- 任天堂ファミリーコンピュータ「ファミコンウォーズ」攻略の傾向と対策（1988年 販促ビデオ、徳井利次名義）

## 音楽
- 引越のサカイ（1995年、日本コロムビア） - 「トクイユウ&DJサカイ」名義。シングルCD。